# Hasse Andersson

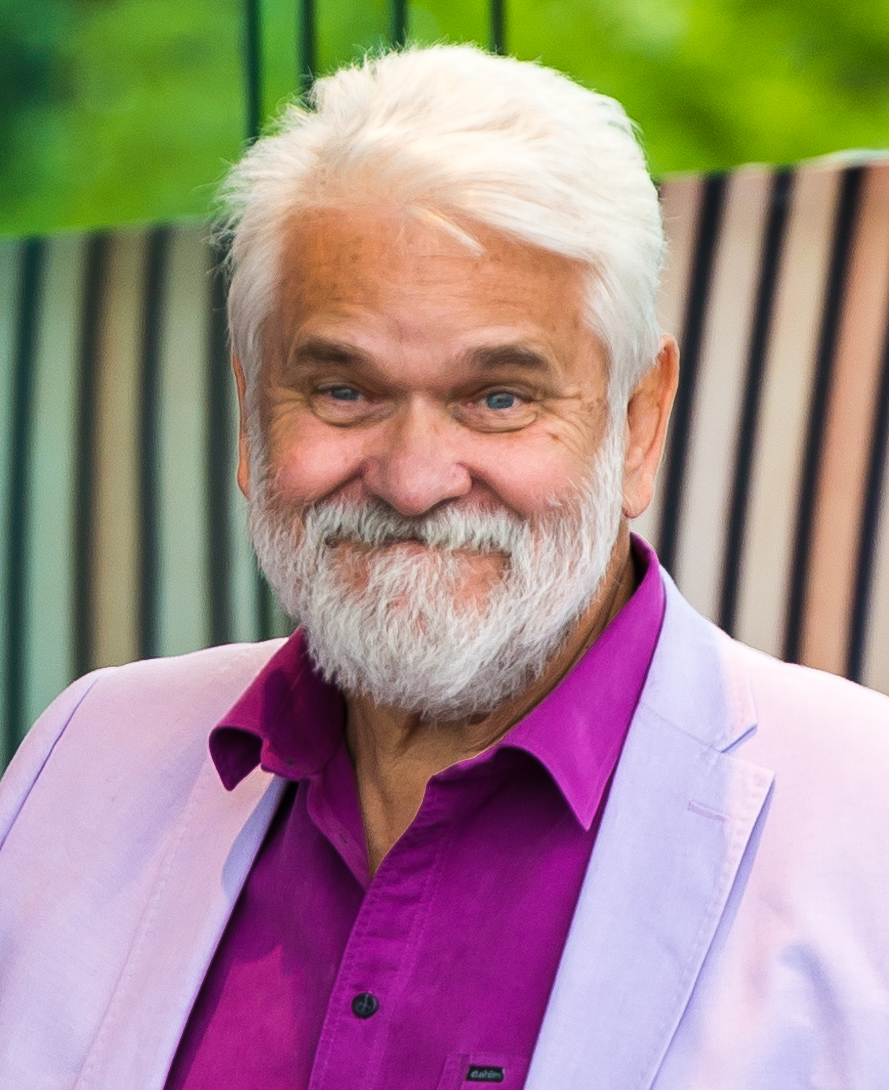
Hasse Andersson (2015)

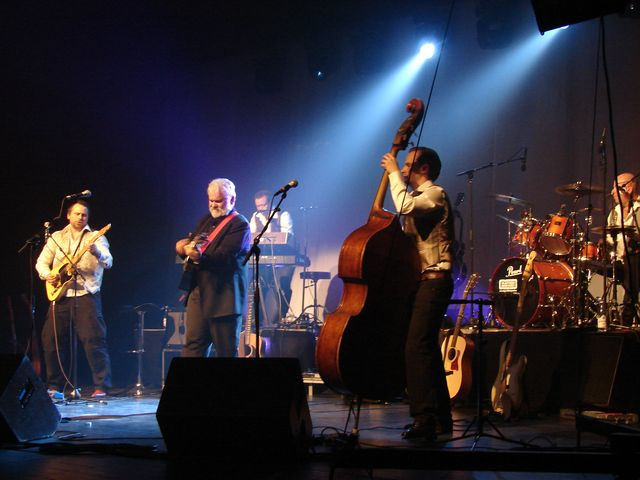
Hasse Andersson & Kvinnaböske Band im März 2007

Hasse Andersson (* 28. Januar 1948 in Malmö) ist ein schwedischer Sänger und Songwriter, der vor allem in den 1980er Jahren in seinem Heimatland großen Erfolg feierte.

## Leben und Karriere
Hasse Andersson wurde im Januar 1948 in der schwedischen Großstadt Malmö geboren.
Seine ersten Erfahrungen auf der Bühne sammelte er im Alter von acht Jahren, als er bei einem Gesangswettbewerb seiner Schule Cliff Richards Lied Living Doll sang. 1970 gründete Andersson mit einigen Freunden die Kvinnaböske Band. In den 1980er Jahren bekam er seine eigene TV-Sendung namens Hasse och hans vänner. 1989 spielte er am Nya Teatern in Malmö im Musical School Days mit. 2015 nahm er an Melodifestivalen, dem schwedischen Vorentscheid für den Eurovision Song Contest teil. Dort erreichte er mit dem Lied Guld och gröna skogar den vierten Platz im Finale, nachdem er in der Andra-Chansen-Runde sein Duell gegen Kristin Amparo für sich entschied.
Andersson steht beim Label Sonet Records unter Vertrag. Er ist mit der schwedischen Sängerin Monica Forsberg verheiratet.

## Diskografie

### Alben
| Jahr | Titel                                 | Höchstplatzierung, Gesamtwochen, AuszeichnungChartsChartplatzierungen (Jahr, Titel, Platzierungen, Wochen, Auszeichnungen, Anmerkungen) | Anmerkungen                            |
| Jahr | Titel                                 | SE | Anmerkungen                            |
| ---- | ------------------------------------- | --- | -------------------------------------- |
| 1982 | Annat var det förr                    | SE28 (16 Wo.)SE | als Hasse & Kvinnaböske Band           |
| 1982 | Änglahund                             | SE7 (23 Wo.)SE | als Hasse & Kvinnaböske Band           |
| 1983 | Höstens sista blomma                  | SE12 (5 Wo.)SE | als Hasse & Kvinnaböske Band           |
| 1984 | Med lånde låtar och vänner till hjälp | SE42 (1 Wo.)SE |                                        |
| 1985 | Tie bilder                            | SE35 (5 Wo.)SE | als Hasse Andersson & Kvinnaböske Band |
| 1986 | Jul i kvinnaböske                     | SE27 (2 Wo.)SE |                                        |
| 1987 | Mellan himmel och jord                | SE40 (2 Wo.)SE |                                        |
| 2002 | Änglahund – en samling                | SE14 (6 Wo.)SE |                                        |
| 2015 | Guld och gröna skogar                 | SE1 Platin · (29 Wo.)SE |                                        |
| 2015 | Den bästa Julen – en samling          | SE12 (6 Wo.)SE |                                        |
| 2016 | Det bästa                             | SE8 (9 Wo.)SE |                                        |

### Singles
| Jahr | Titel Album           | Höchstplatzierung, Gesamtwochen, AuszeichnungChartsChartplatzierungen (Jahr, Titel, Album, Platzierungen, Wochen, Auszeichnungen, Anmerkungen) | Anmerkungen |
| Jahr | Titel Album           | SE | Anmerkungen |
| ---- | --------------------- | --- | ----------- |
| 2015 | Guld och gröna skogar | SE3 ×4Vierfachplatin · (26 Wo.)SE |             |

## Filmografie
- 1995: 101 Dalmatiner (schwedische Synchronstimme von Hjalle)[8]
- 1998: Mulan (schwedische Synchronstimme von Yao)[9]